# 寿城池
座標: 北緯35度49分39.4秒 東経128度37分3.8秒 / 北緯35.827611度 東経128.617722度

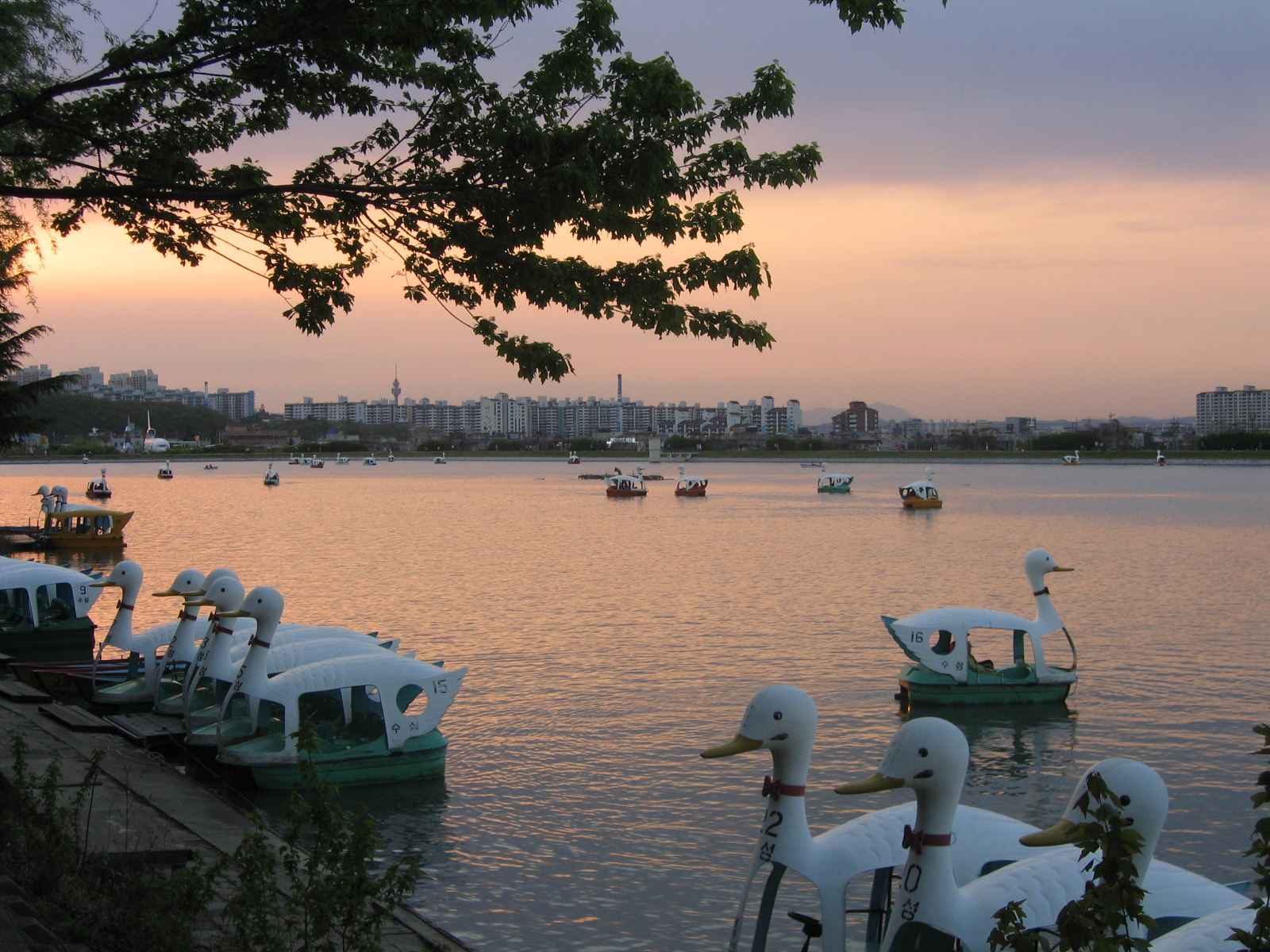
寿城池全景

寿城池（スソンいけ、スソンモッ、수성못）は、大韓民国大邱広域市寿城区にある農業用貯水池として造られた池。現在はベンチや遊覧船のあるレジャー用の池となっている。

## 歴史
岐阜県加納町（現岐阜市）の町長だった水崎林太郎（1868年 - 1939年）は、1914年に開拓農民として朝鮮へ渡った。花栽培などで成功した後、旱魃と洪水によって荒れ未墾地が多かった現地のために土地改良組合長として貯水池を造ることを決め、朝鮮総督府の支援一万二千円（現在の十億円相当）と私財を投じ、十年の歳月をかけて築造工事を行い寿城池を築造した。
池は6万坪、池により荒野から美田に変わった土地は250万坪。水崎農園では花や野菜、リンゴ、米、麦など様々な作物をつくり、多くの韓国の農民が働きに来たり韓国の花屋が毎日のように買い付けにやって来たりした。寿城地区で一二を争う大地主だった徐寿仁とは寿城池や水田を力を協せて造った終生の友であり、三男の徐彰教が林太郎の墓を守った。
林太郎は1939年12月までこの池を管理し、死後は遺言に従って寿城池を見下ろす朝鮮式の墓に埋葬された。日本の敗戦後に農民が世話をしてきた歳月の中で墓地が流失し墓碑だけが残ったが、林太郎と懇意だった韓国人の家族により墓が補修された。その後顕彰碑が立てられ毎年忌日には追悼式が執り行なわれている。

### 異論
韓国国内には
「『慶尚道地理志』には、大邱郡に4つの大きな水利地があると記されており、その中の「屯洞堤」が現在の寿城池である。睿宗元年（1468年）に18個の水利池を築造して22個になったとする記録は1469年の『慶尚道続撰地理誌』にも見られる。また『大邱邑誌』（英祖43~47年間に編纂された邑誌の一つ）にも、屯洞（現・凡勿洞一帯）に周囲1,429尺、水深7尺の「屯洞堤」が置かれたとある。日本は、李朝時代の寿城池を建て増しし、朝鮮人から組合費を徴収する目的で1924年5月に寿城水利組合を作ったに過ぎない。」
とする異説があるが、記録は「堤」であり人工池ではなく、記憶している者もいなかったため根拠が無い主張として、大邱広域市は日本人が造った池として紹介している。

### 日韓交流
2015年4月10日、水崎が寿城区に渡り100年、没後75周年、日韓国交正常化50周年、終戦70年などの節目として追慕祭が現地で大々的に行われ、子孫や別所浩郎駐韓日本大使、細江茂光岐阜市長、韓日親善交流会の李東根（イ・ドングン）会長、大邱観光広報委員の大桃美代子などが参加した。

## 施設
- イースタン航空のN318EA→キャセイパシフィック航空のVR-HOIだったロッキード L-1011 トライスター機体が存在する。[9] 2006年基準でレストランとして運営[10]されたが2012年カフェ[11]に変わり、2014年7月30日かき氷専門カフェ[12]に変更され、2016年3月22日トイレ換気扇電気ショートと推定される火災が発生[13]し鎮圧された。 2016年末基準ではリモデリング工事を進行[14][9]し、塗色を変えて[15]2017年に再オープンした。